# The Chronicles of Life and Death (single)
The Chronicles of Life and Death is een nummer van de Amerikaanse rockband Good Charlotte uit 2005. Het is de derde single van hun derde studioalbum The Chronicles of Life and Death.
"The Chronicles of Life and Death" gaat over het leven in perspectief houden; je leeft en je sterft. Het nummer flopte in Amerika, maar werd in een paar Europese landen wel een kleine hit. Zo bereikte het de 16e positie in de Nederlandse Tipparade. Hiermee was het minder succesvol dan voorganger I Just Wanna Live.

## Tracklijst
- Cd-single

1. "The Chronicles of Life and Death"- 3:06
2. "The Chronicles of Life and Death" (live) - 3:55
3. "Mountain" (live) - 4:43
4. "I Just Wanna Live" (Full Phatt Remix) - 3:24
5. "The Chronicles of Life and Death" (video) - 3:00